# Helga Sjöstrand

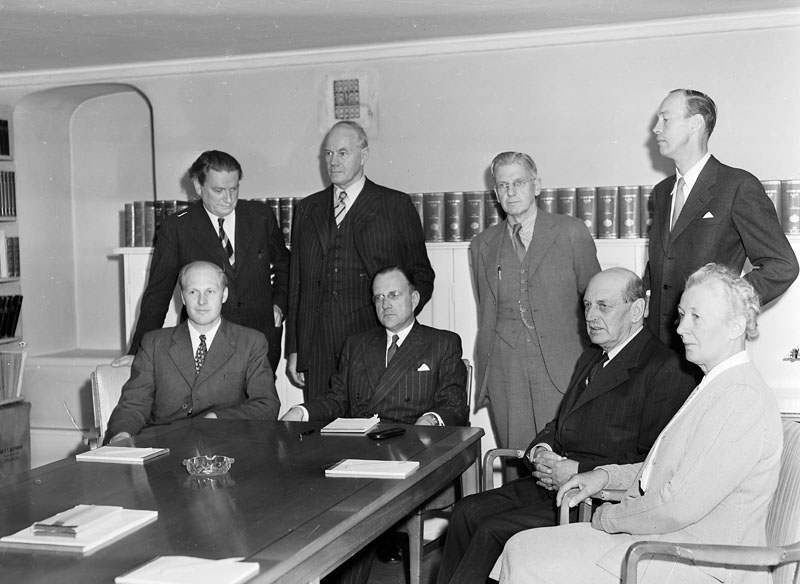
Helga Sjöstrand (sittande längst till höger) som ledamot av Kejnekommissionen 1950.

Helga Kristina Sjöstrand (född Jeppsson; i riksdagen kallad Sjöstrand i Eksjö), född 27 februari 1890 i Trelleborg, död 15 november 1980 i Göteborg, var en svensk ämneslärare, rösträttskvinna och politiker (folkpartist).
Helga Sjöstrand, som kom från en handelsmannafamilj, utexaminerades vid privata högre lärarinneseminariet i Lund 1910 och var därefter ämneslärare i Sölvesborg 1910-1913 och Katrineholm 1913-1917. Hon ordförande för Föreningen för kvinnans politiska rösträtt i Katrineholm mellan 1913 och 1917. Efter giftermålet 1917 fick hon avbryta sin lärarbana eftersom det enligt 1905 års läroverksstadga inte var tillåtet för gift kvinna att vara ämneslärarinna.
Hon var riksdagsledamot i andra kammaren för Jönköpings läns valkrets från höstsessionen 1949 till 1956. I riksdagen var hon bland annat ledamot i allmänna beredningsutskottet 1953-1956, åren 1954-1955 som vice ordförande. Hon engagerade sig främst i socialpolitik såsom sjukvård och handikappfrågor, till exempel psykisk barn- och ungdomsvård samt insatser för blinda barn. Hon var även ledamot i den så kallade medborgarkommission, Kejnekommissionen, som tillsattes för att utreda Kejneaffären.

### Webblänkar
1. 1 2 3 4  Helga Kristina Sjöstrand 1890-02-27 — 1980-11-15 Politiker, riksdagsledamot, Svenskt kvinnobiografiskt lexikon-id: HelgaKristinaSjostrand, läst: 9 november 2020.[källa från Wikidata]
2. 1 2 3 4 5 6 7  Tvåkammar-riksdagen 1867–1970, 1985, Svenskt porträttarkiv: sj9PGLAlnmUAAAAAABgbeA, läst: 7 januari 2022.[källa från Wikidata]
3. 1 2  Katrineholm (D) AIIa:2 (1912-1921) Bild 340 / sid 1230 (AID: v164971.b340.s1230, NAD: SE/ULA/12165), husförhörslängd, läs online.[källa från Wikidata]
4. ↑  Trelleborg (M) CI:11 (1882-1894) Bild 60 (AID: v112774.b60, NAD: SE/LLA/13416), födelse- och dopbok, läs online.[källa från Wikidata]
5. 1 2 3  Årsberättelser för Landsföreningen och lokalföreningarna för kvinnans politiska rösträtt, Oskar Eklunds boktryckeri, 1913, läs online, läst: 22 april 2021.[källa från Wikidata]
6. ↑  Katrineholm (D) AIIa:2 (1912-1921) Bild 340 / sid 1230 (AID: v164971.b340.s1230, NAD: SE/ULA/12165), husförhörslängd, läs online.[källa från Wikidata]
7. ↑  Årsberättelser för Landsföreningen och lokalföreningarna för kvinnans politiska rösträtt, Oskar Eklunds boktryckeri, läs online, läst: 27 april 2021.[källa från Wikidata]
8. ↑  ”Kvinnor i arbete: översikt från Kvinnohistoriska samlingarna, Göteborgs universitet”. http://www.ub.gu.se/kvinn/portaler/arbete/akademiker/#larare. Läst 20 mars 2008.